# Stinatz
Stinatz (en húngaro: Pásztorháza) es una ciudad localizada en el Distrito de Güssing, estado de Burgenland, Austria.
- Datos: Q301284
- Multimedia: Stinatz / Q301284

1. ↑  Worldpostalcodes.org, código postal n.º 7552.